# Ghelința (gmina)
Ghelința – gmina w Rumunii, w okręgu Covasna. Obejmuje miejscowości Ghelința i Harale. W 2011 roku liczyła 4815 mieszkańców.